# Allemagne au Concours Eurovision de la chanson 1959
L'Allemagne a participé au Concours Eurovision de la chanson 1959, alors appelé le « Grand prix Eurovision de la chanson européenne 1959 », à Cannes, en France. C'est la 4e participation allemande au Concours Eurovision de la chanson.
Le pays est représenté par Alice Kessler et Ellen Kessler et la chanson Heute Abend wollen wir tanzen geh'n, sélectionnés en interne par la Hessischer Rundfunk.

## Sélection
Le radiodiffuseur allemand pour le Land de la Hesse, la Hessischer Rundfunk (HR, « Radiodiffusion de la Hesse »), choisit l'artiste et la chanson en interne pour représenter Allemagne au Concours Eurovision de la chanson 1959.
Lors de cette sélection, c'est Alice Kessler et Ellen Kessler et la chanson Heute Abend wollen wir tanzen geh'n, avec Franck Pourcel comme chef d'orchestre, qui furent choisies.

## À l'Eurovision
Chaque pays avait un jury de dix personnes. Chaque membre du jury pouvait donner un point à sa chanson préférée.

### Points attribués par l'Allemagne
| 4 points | France   |
| 3 points | Belgique |
| 2 points | Pays-Bas |
| 1 point  | Suisse   |

### Points attribués à l'Allemagne
| 10 points | 9 points | 8 points | 7 points | 6 points                     |
| --------- | -------- | -------- | -------- | ---------------------------- |
|           |          |          |          |                              |
| 5 points  | 4 points | 3 points | 2 points | 1 point                      |
|           |          |          | - France | - Belgique - Italie - Suisse |

Alice Kessler et Ellen Kessler interprètent Heute Abend wollen wir tanzen geh'n en 6e position, après les Pays-Bas et avant la Suède. Au terme du vote final, l'Allemagne termine 8e sur 11 pays, recevant 5 points.